# Predslava Kijevska
Predslava Kijevska  (ukrajinsko Предслава Київська, Predslava Kijivska) je bila rurikidska princesa, hčerka velikega kijevskega kneza Svjatopolka II., * ok. 1090, † ni znano.

## Družina
Adelajda se je 21. avgusta 1104 poročila z ogrskim princem Álmosem, s katerim je imela tri otroke.
- Adelajdo (ok. 1107 –  15. september 1140), leta 1123 poročeno s češkim vojvodom Sobĕslavom I.,
- Bélo II. (ok. 1109–1141), ogrskega kralja (vladal 1131–1141) in
- Hedviko ali Sofijo (ok. 1107–1138), leta 1132 poročeno z mejnim grofom  Adalbertom II. Avstrijskim.

## Vira
- Ignaz Lenk (1840). Erklärung des Stammbaumes sämmtlicher.
- Johann Mailáth (1828). Geschichte der Magyaren. Tendler.